# Unreal Tournament (videojuego cancelado)
Unreal Tournament es un videojuego de disparos en primera persona de la serie Unreal, desarrollado por Epic Games.  El juego utiliza el Unreal Engine 4 y está disponible de forma gratuita en Microsoft Windows, Linux y Mac.
El desarrollo de Unreal Tournament se realiza a través de crowdsourcing y está abierto a la contribución de cualquier persona. Desde el comienzo, Epic Games ha estado utilizando foros para las discusiones y las transmisiones en vivo de Twitch para actualizaciones periódicas. El código fuente del juego se publica en GitHub.
Sin embargo, desde julio de 2017, no ha habido nuevas actualizaciones. La mayor parte del equipo de desarrolladores ha realizado la transición para desarrollar y mantener Fortnite Battle Royale. En diciembre de 2018 se confirmó que el desarrollo de Unreal Tournament se interrumpió indefinidamente, aunque el juego permanecerá disponible en su estado actual para jugar.

## Modos de juego
Al igual que en anteriores entregas de la serie, el juego será principalmente un título multijugador en línea, ofreciendo distintos modos de juego como Deathmatch, Team Deathmatch y Capture the Flag.

#### Deathmatch
También conocido como DM o Combate a muerte, es el típico duelo todos-contra-todos, cada uno por su lado. El objetivo es tener la mayor cantidad de frags (muertes hechas por el jugador) al finalizar el tiempo, o ser el que llegue al límite de frags establecidos en la partida. Una de las modalidades más conocidas que se derivan de este modo es el uno-contra-uno, también conocido como 1on1 o Duelo.

#### Team Deathmatch
Conocido además como TDM o Combate mortal por equipos. Aquí, las reglas de juego son las mismas que en Deathmatch, es decir, que el ganador (esta vez, "equipo" en lugar de "jugador") es aquel que llegue al límite de frags establecidos en la partida, o aquel que, al terminar el tiempo, sea el que posea mayor cantidad de frags. Hay de 2 a 4 equipos compitiendo entre sí para ser el ganador.

#### Capture the Flag
También conocido como Captura de la Bandera. Los jugadores compiten en equipos para tomar la bandera del equipo rival y llevarla a su propia base, a la vez que defienden la suya. Los equipos competitivos deben tener una gran cuota de trabajo en equipo. Los equipos deben defender su base de los ataques rivales, a la vez que se infiltran en la base enemiga, toman su bandera, y regresan a su base. Esto requiere que el equipo proteja bien a su portador de los enemigos para poder cumplir su objetivo.

#### Bombing Run
La carrera de bombardeo consta de llevar una pelota hasta el arco enemigo, pero el que porta la pelota no puede usar armas en ese momento por lo tanto es vulnerable al ataque del equipo contrario.

### Caracteres
Al menos dos especies han sido confirmadas para su regreso; los Skaarj, que debutó en Unreal, y los Necris, creado por la Phayder Corporation.

## Desarrollo
Unreal Tournament fue anunciado el 8 de mayo de 2014 en un Twitch livestream presentado por Epic Games. Durante el evento Steve Polge, programador principal y líder del proyecto, habló sobre cierta demanda por una nueva entrega en la serie por parte de los fanes y que el lanzamiento de Unreal Engine 4 hizo posible que Epic Games decidiera volver a desarrollar los antiguos juegos que le permitieron hacerse un nombre en la industria de los videojuegos. Estas declaraciones están en contra de lo que dijo Tim Sweeney en la 2014 Game Developers Conference, CEO y fundador de la empresa, quien afirmó que no tenían planes para una nueva entrega en el universo Unreal. "No está en nuestros planes el sacar un nuevo Unreal Tournament. Tenemos mucha nostalgia con el juego, pero no estamos desarrollando nada en el universo de Unreal en este momento". Pero esto podría haber sido un intento para mantener el proyecto en secreto con el fin de "apartar a la gente fuera de la pista," sugirió Forbes.
El desarrollo oficial del juego comenzó el 8 de mayo de 2014, el mismo día del anunciamiento. Unreal Tournament está siendo desarrollado usando el motor Unreal Engine 4 en la abierta colaboración entre Epic Games y la comunidad. Cualquiera con una subscripción del motor puede aportar en el diseño y programación del juego, así como ideas y comentarios en los foros de la empresa. Todo el código que se vaya generando estará disponible en GitHub.

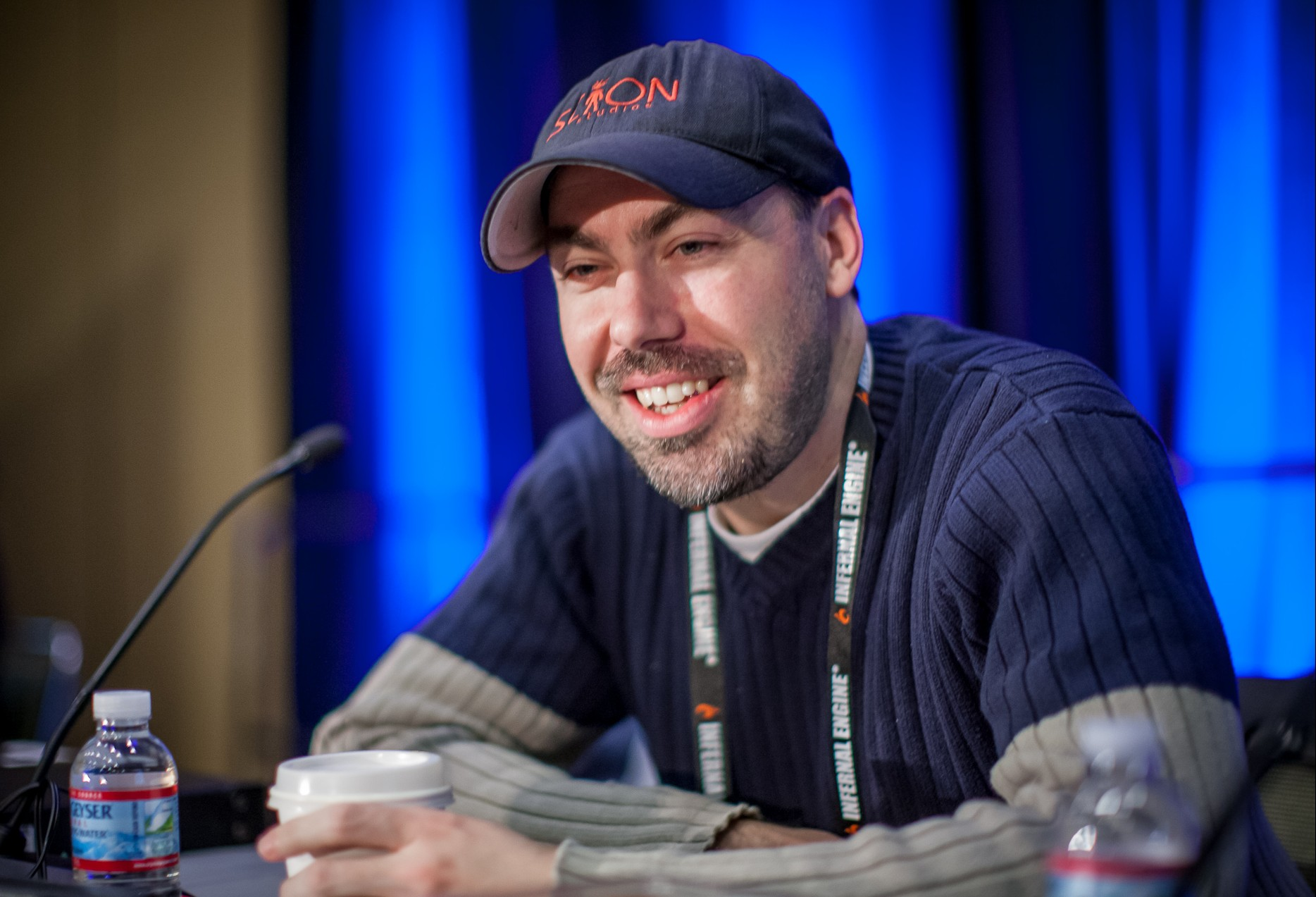
Jim Brown sirve como uno de los dos diseñadores de Unreal Tournament.

El 15 de agosto de 2014, Epic Games lanzó una pre-alpha. Originalmente, solo estaba disponible para los subscriptores de UE4, pero gracias a la forma en que está siendo desarrollado el juego, un miembro de la comunidad compiló los prototipos del juego y los hizo público. Por consiguiente, Epic lo puso disponible para los miembros de los foros oficiales, para Microsoft Windows, Mac y Linux, y recibirá actualizaciones semanalmente.
Un video publicado en YouTube el 29 de julio de 2014, a través del canal oficial de Unreal Tournament, muestra a los desarrolladores jugando las primeras partidas del modo de juego Team Deathmatch.
Como parte del anunciamiento de que Unreal Engine 4 sería ahora gratis para su uso, una nueva versión del juego fue exhibido en la 2015 Game Developers Conference, ofreciendo su primer mapa de alta textura, la vuelta del editor de mapas UnrealEd y la introducción de nuevos caracteres.

### Modelo
Dado que Unreal Tournament está siendo creado por una comunidad de voluntarios, será completamente gratis cuando sea lanzado. Epic Games destacó el punto en que no seguirá el modelo de los juegos free to play, por lo que no habrá microtransacciones. Para pagar el costo del desarrollo, Epic abrirá una tienda en línea donde los desarrolladores, modders, artistas y jugadores podrán vender y comprar contenido, además de la opción de regalar dicho contenido. Los ingresos generados por esta venta se dividirán entre el creador del contenido y Epic, aunque de momento no se ha especificado los porcentajes.